# Jutta Knop
Jutta Knop (* 24. Dezember 1944 in Frankfurt (Oder)) ist eine ehemalige deutsche Politikerin (DDR-CDU, CDU). 1990 gehörte sie der letzten Volkskammer der DDR an. Von 1988 bis 1994 war sie Bürgermeisterin von Granschütz.

## Leben und Beruf
Nach dem Besuch der Polytechnischen Oberschule studierte Knop an der Medizinischen Fachschule in Weißenfels und schloss mit dem Krankenschwesterexamen ab. Daraufhin war sie zunächst als Krankenschwester im Kreiskrankenhaus in Hohenmölsen tätig, später als Gemeindeschwester in Granschütz und Taucha.
Nach ihrem Ausscheiden aus dem Bürgermeisteramt übernahm sie eine Stelle als Sachbearbeiterin bei der Verwaltungsgemeinschaft Wiesengrund, später in der Verwaltungsgemeinschaft Lützen-Wiesengrund. 2008 trat sie in den Ruhestand.
Knop ist verwitwet und Mutter von vier Kindern.

## Politik
1964 trat Knop in die CDU ein. Zeitweise gehörte sie dem Kreisvorstand der CDU im Kreis Hohenmölsen an. Sie war Mitglied des Gemeinderats in Granschütz und des Kreistags in Hohenmölsen. Nach der Eingemeindung des Ortes zum 1. Januar 2010 wurde sie Mitglied des Hohenmölser Stadtrats und des Ortschaftsrats von Granschütz.
Bei der Volkskammerwahl 1990 wurde Knop über Listenplatz 3 der CDU-Liste im Wahlkreis Halle in die Volkskammer gewählt. Aufgrund der erneuten Wahl zur Bürgermeisterin legte sie ihr Mandat zum 31. Juli 1990 vorzeitig nieder, für sie rückte Wolfgang Janka nach.

## Öffentliche Ämter
1988 wurde Knop erstmals zur hauptamtlichen Bürgermeisterin der Gemeinde Granschätz gewählt, 1990 wurde sie wiedergewählt. Bei der Wahl 1994 unterlag sie ihrem Mitbewerber Hans-Joachim Weber (SPD) und schied damit aus dem Bürgermeisteramt aus. 2001 kandidierte sie erneut, unterlag jedoch ihrem Mitbewerber Robert Lange um lediglich drei Stimmen.